# Siyathemba
Siyathemba – gmina w Republice Południowej Afryki, w Prowincji Przylądkowej Północnej, w dystrykcie Pixley ka Seme. Siedzibą administracyjną gminy jest Prieska.